# کلاته ملاغلامحسین
کلاته ملاغلامحسین، روستایی از توابع بخش مرکزی شهرستان بجنورد در استان خراسان شمالی ایران است. این روستا در سال های اخیر به دلیل گسترش جمعیت با روستای گریوان یکی شده است و فاصله ی بین دو روستا را نمیتوان مشخص نمود.

## جمعیت
این روستا در دهستان آلاداغ قرار دارد و براساس سرشماری مرکز آمار ایران در سال ۱۳۸۵، جمعیت آن ۱۷۹ نفر (۴۷خانوار) بوده‌است.

## زبان
زبان مردم روستا کردی است.